# Nõnova
Nõnova (Duits: Nennowa) is een plaats in de Estlandse gemeente Võru vald, provincie Võrumaa. De plaats heeft de status van dorp (Estisch: küla).
De plaats lag tot in oktober 2017 in de gemeente Lasva. In die maand ging de gemeente op in de gemeente Võru vald.

## Bevolking
De ontwikkeling van het aantal inwoners blijkt uit het volgende staatje:
| Jaar            | 2011 | 2017 | 2019 | 2021 |
| --------------- | ---- | ---- | ---- | ---- |
| Aantal inwoners | 30   | 29   | 25   | 23   |

## Ligging
Nõnova ligt ten zuiden van de spoorlijn Valga - Petsjory, die alleen nog voor goederenvervoer wordt gebruikt. De plaats had een station aan die spoorlijn. In het zuidoosten grenst het dorp aan het meer Noodasjärv; door het dorp loopt de rivier Iskna, een zijrivier van de Võhandu.

## Geschiedenis
In 1561 lag in de omgeving een plaats Siggawehr, die daarna verdwenen is. Sommige auteurs denken dat deze plaats de voorloper van Nõnova was, maar dat is allerminst zeker.
Nõnova werd in 1638 genoemd als Gesinde (nederzetting) onder de naam Nennoa. In de begintijd werd ze ook wel Ignatz of Ignas genoemd. In 1782 heette de plaats zowel Nennowa als Ninnowa. In 1798 was ze onder de naam Nennowa een dorp geworden. De Estische naam dook als Nõnnowa in 1820 op.
Tussen 1977 en 1997 maakte het buurdorp Kaku deel uit van Nõnova.

## Foto's

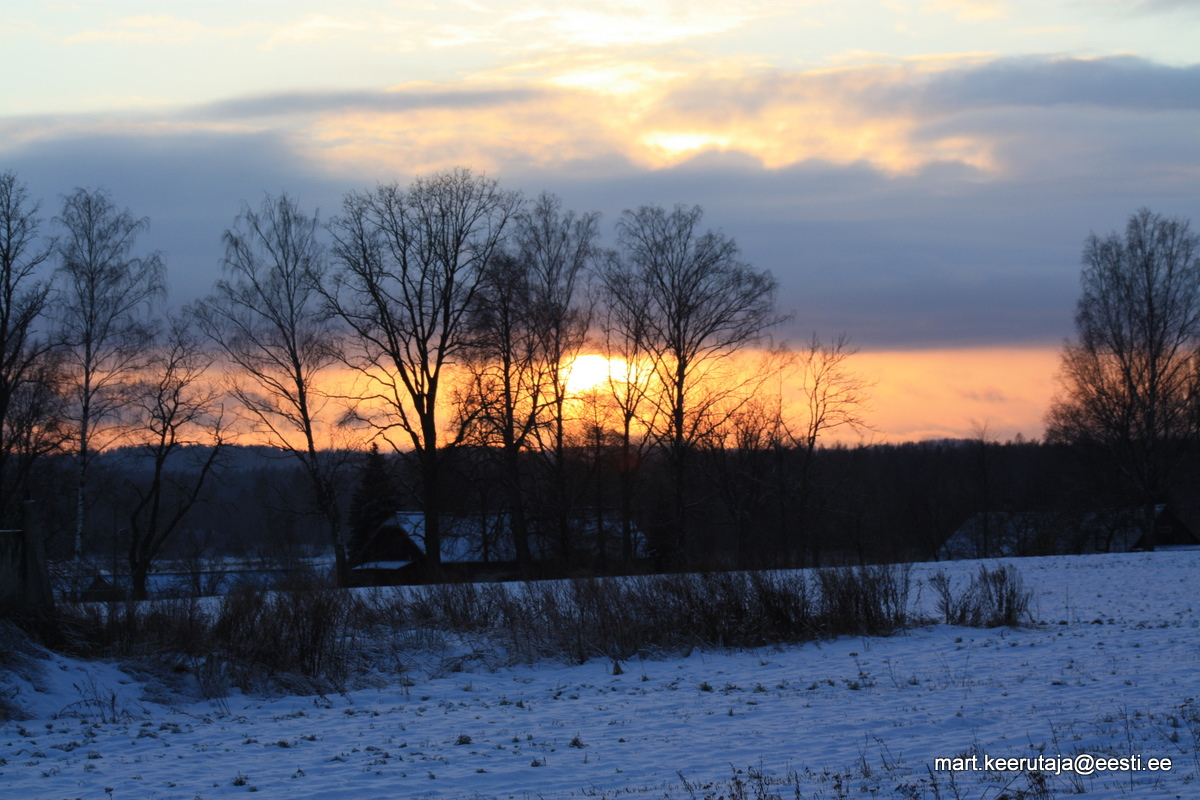
Nõnova in de winter
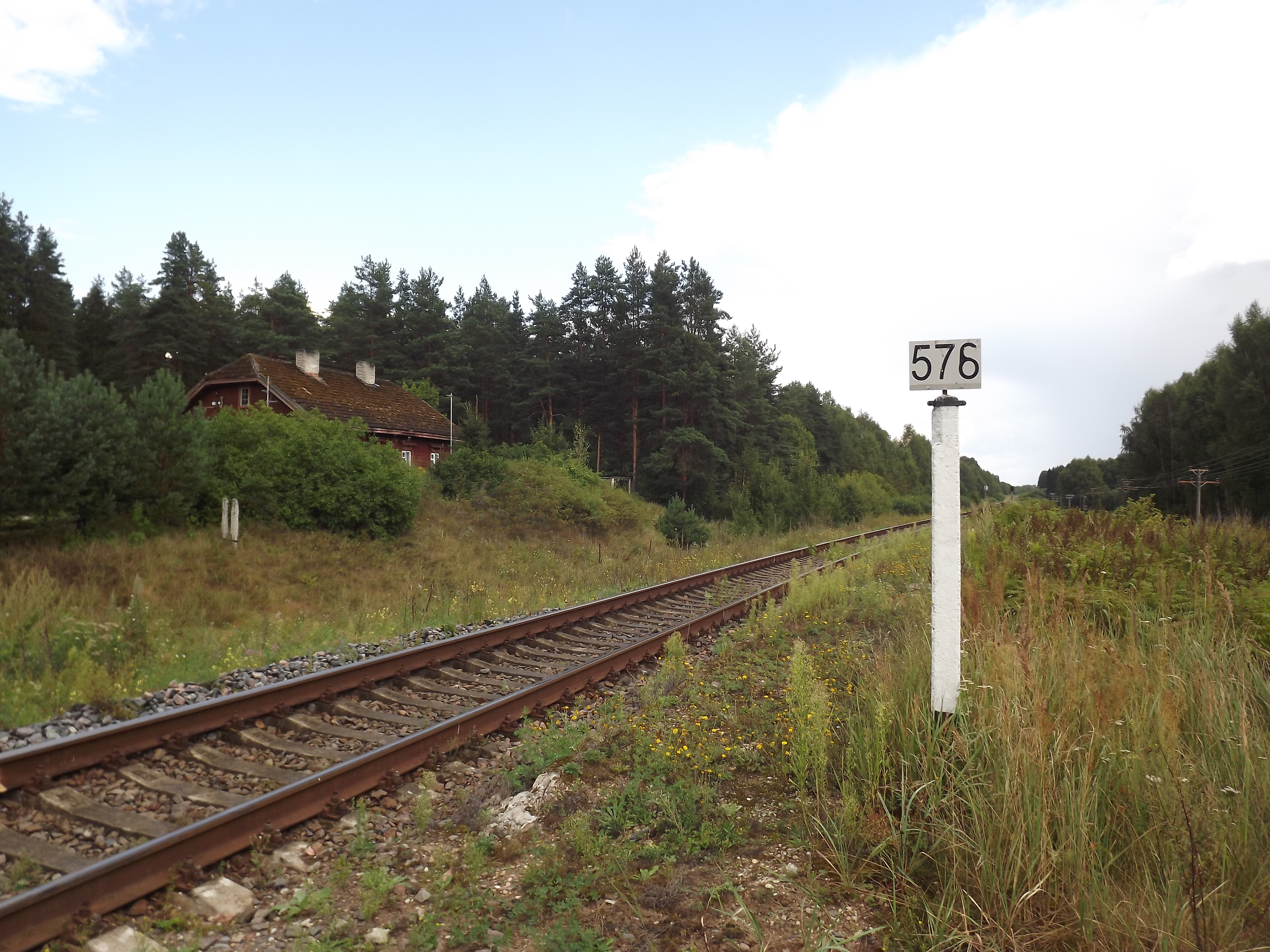
De spoorlijn bij Nõnova anno 2014. Op de achtergrond het stationsgebouw
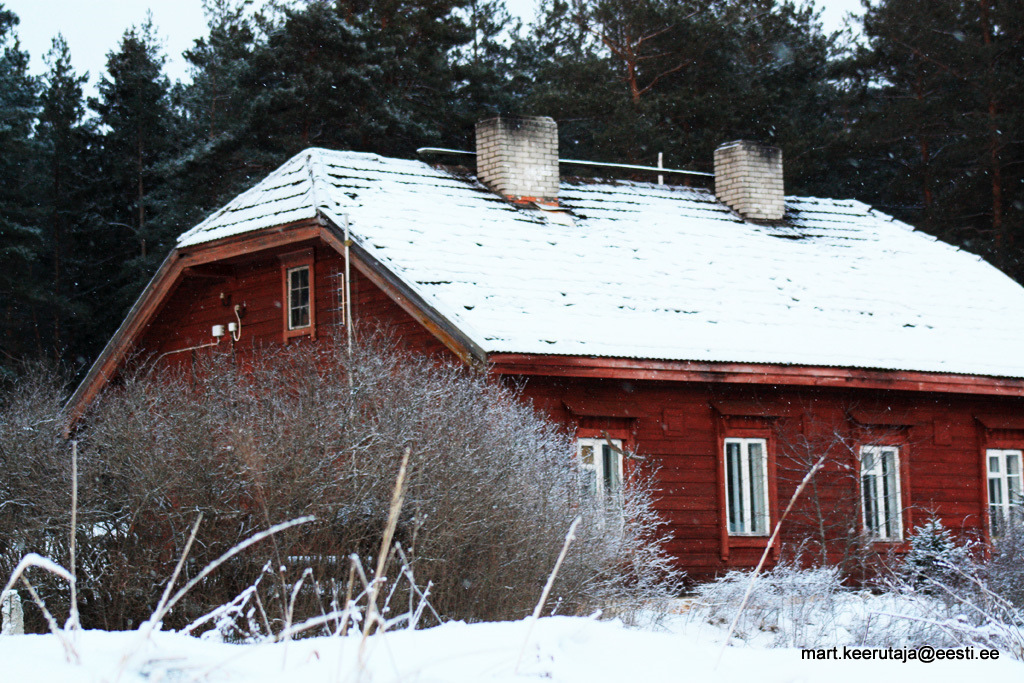
Het stationsgebouw